# Морской музей Крита
Морской музей Крита (греч. Ναυτικό Μουσείο Κρήτης) — музей, находящийся в городе Ханья, остров Крит, Греция.

## История
Морской музей Крита основан в 1973 году. Коллекция музея состоит из моделей кораблей, морских инструментов, живописных картин, исторических фотографий и военных реликвий. Экспозиционные материалы представлены от бронзового века до нашего времени.
На первом этаже музея находятся модели старинных судов, модель укреплённого города и порта эпохи королевства Кандии.
На втором этаже музея располагаются модели современных кораблей военного флота Греции. Здесь же находится экспозиция, рассказывающая о немецком вторжении на Крит.